# 山梨県幼稚園一覧
山梨県幼稚園一覧（やまなしけんようちえんいちらん）は、山梨県の幼稚園の一覧。

## 国立幼稚園
- 山梨大学教育学部附属幼稚園

## 公立幼稚園

### 山梨市
- 山梨市立つつじ幼稚園

### 甲斐市
- 甲斐市立しきしま幼稚園

### 上野原市
- 上野原市立沢松幼稚園
- 上野原市立大鶴幼稚園

## 私立幼稚園

### 甲府市
- 聖愛幼稚園
- 城北幼稚園
- 塩部幼稚園
- 進徳幼稚園
- しらゆり幼稚園
- 屋形幼稚園
- 山梨幼稚園

- 朝日幼稚園
- 池田幼稚園
- 甲府西幼稚園
- 貢川進徳幼稚園
- 竜王幼稚園
- 貢川幼稚園
- 相生幼稚園

- 永照寺幼稚園
- 一蓮寺幼稚園
- いづみ幼稚園
- 慶明幼稚園
- 琢美幼稚園
- 相生南幼稚園
- 博愛幼稚園

- みたま幼稚園
- 山梨学院幼稚園
- 甲府みなみ幼稚園
- 山梨英和幼稚園
- 甲府大里幼稚園

### 富士吉田市
- 福昌寺幼稚園
- 新倉幼稚園

- 月江寺幼稚園
- 聖徳幼稚園

- 小さき花幼稚園

### 都留市
- 青藍幼稚園
- ひまわり幼稚園

### 山梨市
- 双葉幼稚園
- くさかべ幼稚園

### 大月市
- 大月幼稚園
- 大月キリストの教会幼稚園

- 猿橋幼稚園
- 鳥沢幼稚園

### 韮崎市
- 韮崎愛生幼稚園
- 韮崎英和幼稚園
- 韮崎カトリック白百合幼稚園

### 南アルプス市
- 小笠原幼稚園
- みだい幼稚園

### 笛吹市
- 石和誠心幼稚園
- 石和英和幼稚園

### 甲斐市
- 富士幼稚園
- 双葉甲府幼稚園

- かおり幼稚園
- 青葉幼稚園

### 上野原市
- 島田幼稚園
- 上野原幼稚園
- 上野原羽佐間幼稚園

### 甲州市
- 塩山カトリック幼稚園

### 中央市
- 田富みかさ幼稚園
- わかば幼稚園

### 西八代郡
- 市川南幼稚園
- 市川幼稚園
- 定林寺立正幼稚園

### 南巨摩郡
- 峡南幼稚園
- 南部みどり幼稚園

### 南都留郡
- マリア国際幼稚園